# The Royal Hunt of the Sun (film)
Pour plus de détails, voir Fiche technique et Distribution.
The Royal Hunt of the Sun est un film américano-britannique réalisé par Irving Lerner et sorti en 1969. 
Le film s'inspire librement de la pièce de théâtre éponyme de Peter Shaffer, qui relate une partie de la vie du conquistador Francisco Pizarro et sa rencontre avec l'empereur inca Atahualpa.

## Synopsis
Le film se déroule pendant la conquête du Pérou par les conquistadors espagnols menés par Francisco Pizarro à partir de 1532. 
Pizarro pénètre dans l'empire inca avec une petite troupe de soldats et parvient à capturer son empereur, Atahualpa. Pizarro promet de le libérer en échange d'une rançon en or, mais, par la suite, il est tiraillé entre son appétit de conquêtes et son amitié pour son prisonnier.

## Fiche technique
- Titre : The Royal Hunt of the Sun
- Réalisateur : Irving Lerner
- Scénario : Philip Yordan, d'après la pièce éponyme de Peter Shaffer
- Photographie : Roger Barlow
- Montage : Bill Lewthwaite et Peter Parasheles
- Musique : Marc Wilkinson
- Direction artistique : Eugène Loubié
- Costumes : Anthony Powell
- Pays de production :  États-Unis /  Royaume-Uni
- Langue : anglais
- Date de sortie : 1969

## Distribution
- Robert Shaw : Francisco Pizarro
- Christopher Plummer : Atahualpa
- Nigel Davenport : Hernando de Soto
- Leonard Whiting : le jeune Martin
- Michael Craig : Estete
- Andrew Keir : Valverde
- James Donald : le roi Carlos
- William Marlowe : Candia
- Percy Herbert : Diego